# Svartoxe
Svartoxe (Ceruchus chrysomelinus) är en art i insektsordningen skalbaggar som hör till familjen ekoxbaggar.
Svartoxen är en robust byggd, cirka 17 millimeter lång och blanksvart skalbagge vars hane kan skiljas från honan genom sina större och kraftigare käkar. Som larv är den gulvit med brunt huvud och omkring 20 millimeter lång i det sista larvstadiet. Dess utbredningsområde sträcker sig från de östra delarna av mellersta Europa till Kaukasus och delrepubliken Komi i Ryssland.
Svartoxen har hittats på träd som gran, tall, asp, al och ek. Larven lever av rödmurken ved på gamla och grova lågor och utvecklingen till imago tar minst tre år. I augusti eller september förpuppar sig de larver som är mogna att bli fullbildade skalbaggar. Dessa övervintrar efter kläckningen i veden och kommer fram på försommaren följande år.
I Sverige är svartoxen klassad som starkt hotad och den förekommer endast på ett fåtal platser i Blekinge, Småland, Södermanland, Uppland och Gästrikland, samt på Öland. Det största hotet mot arten är habitatförlust genom att arealen naturskog minskar. Även i Finland, där den förekommer i Norra Karelen, är den rödlistad som starkt hotad.